# Norman E. Shumway
Norman Edward Shumway (* 9. Februar 1923 in Kalamazoo, Michigan; † 10. Februar 2006 in Palo Alto, Kalifornien) war ein US-amerikanischer Chirurg. Er war ein Pionier der modernen Herztransplantation.
Shumway studierte an der University of Michigan und nach Wehrdienst im Zweiten Weltkrieg an der Baylor University (medizinische Ausbildung in der US-Armee) und der Vanderbilt University, wo er 1949 seinen Abschluss (M. D.) machte. Danach erhielt er seine fachärztliche Ausbildung als Chirurg (Residency) an der University of Minnesota, wo er 1956 in Chirurgie promoviert wurde. Ab 1958 lehrte er Chirurgie am Stanford Hospital der Stanford University in San Francisco und (nach dem Umzug der Klinik) Palo Alto. 1965 wurde er Leiter der Abteilung für Kardio- und Thoraxchirurgie der Stanford University. 1993 ging er in den Ruhestand.
Mit Richard R. Lower führte er 1960 im Tierexperiment eine orthotope Herztransplantation nach der Goldberg-Technik durch. Shumway war der zweite amerikanische Mediziner, der nach Adrian Kantrowitz (dessen Patient aber nur sechs Stunden überlebte) eine Herztransplantation in den USA durchführte. Am 6. Januar 1968, rund einen Monat nach der ersten Herztransplantation von Christiaan Barnard in Südafrika, führte er eine Transplantation am Menschen durch. Der Patient, der vierundfünfzigjährige Stahlarbeiter Mike Kasperak, der zehn Jahre zuvor eine schwere Virus-bedingte Myokarditis hatte und mit schlechter Prognose in die Klinik eingeliefert worden war, überlebte nur 15 Tage und starb nach einer Reihe von Komplikationen. Barnard, der Gast an Shumways Klinik in Stanford gewesen war, kam ihm nur wenig zuvor und verwendete dabei Techniken, die Shumway entwickelt hatte, der schon seit 1956 experimentelle Herzverpflanzungen an Hunden durchführte. In Stanford arbeitete er dabei eng mit Richard R. Lower zusammen, mit dem ihm 1960 durch die orthotope Herztransplantation bei Hunden ein Durchbruch in der Transplantationstechnik gelungen war. Shumway spielte auch in den USA eine führende Rolle in der Einführung von Ciclosporin (1978 erstmals von Roy Calne im Rahmen einer Transplantation eingesetzt) und allgemein an der Entwicklung von Immunsuppressiva. Shumway forschte auch über die chirurgische Behandlung angeborener Herzfehler, von Aneurysmen und Erkrankungen der Herzklappen.
Shumway starb an den Folgen eines Lungenkrebsleidens.
1992 erhielt er den Medawar Prize und 1994 die Lister-Medaille. Er erhielt den ersten Lifetime Achievement Award der International Society for Heart and Lung Transplantation. 2001 erhielt er mit Thomas E. Starzl und Roy Calne den König-Faisal-Preis für Medizin.
Shumway hatte aus einer (geschiedenen) Ehe mit Mary Lou Stuurmans vier Kinder. Seine Tochter Sara J. Shumway wurde stellvertretende Leiterin der Herz- und Lungentransplantation an der University of Minnesota. Mit ihr gab er 1995 das Buch Thoracic transplantation (Blackwell Scientific) heraus.